# Цинвальдитове родовище
Цинвальдитове родовище — одне з найбільших у світі родовищ цинвальдитових руд. Розташоване поблизу селища Цинвальд (Чехія). Родовище містить два типи руд — кварцового та ґрейзенового типу.
Довідково: чеською мовою «циновец» означає «каситерит».